# 沐融
沐融（1544年—1549年），黔宁王沐英八世孙，祖籍河南定遠（今安徽），明朝政治人物。

## 生平
沐朝辅之子，沐绍勋之孙。嘉靖二十六年（1547年）六月，沐朝辅卒，沐融嗣黔國公。但是因为沐融年幼，沐绍勋的幼子沐朝弼被明世宗任命为都督佥事，代替侄子镇守云南。驻守云南府（今云南省昆明市）。嘉靖二十八年（1549年）六月沐融卒，无子，弟弟沐鞏继承黔國公爵位。